# وسام كاظم
وسام كاظم (يناير 1986 -) لاعب وسط كرة قدم عراقي. يلعب حاليا لنادي الشرطة في العراق. لعب مباراة واحدة للمنتخب العراقي. وفاز ببطولة الشرطة العربية 2002 مع نادي الشرطة.

## روابط خارجية
- الملف الشخصي على Goalzz.com